# Autopsie – Mysteriöse Todesfälle
Autopsie – Mysteriöse Todesfälle ist eine seit 2001 von RTL II in Kooperation mit Blue Eyes produzierte Doku-Serie. Sie basiert auf der US-amerikanischen Fernsehserie Autopsy, die ab 1994 vom Sender HBO ausgestrahlt wurde. Die Serie wird (Stand November 2016) auf RTL 2 und seit Januar 2017 auf dem Pay-TV-Sender RTL Crime ausgestrahlt.

## Handlung
Die Serie berichtet über mysteriöse Kriminalfälle, die auf wahren Begebenheiten basieren. Bei den präsentierten Fällen handelt es sich vorwiegend um Fälle, die in den Vereinigten Staaten oder Kanada geschehen sind. Es werden aber auch vereinzelt Fälle deutscher Kriminalisten vorgeführt. Kommentiert wurde die Serie anfangs von der deutschen Schauspielerin, Nachrichtensprecherin und Synchronsprecherin Franziska Pigulla, aktuell hat Jörn Zimmermann diese Aufgabe inne. Die beschriebenen Fälle werden oft mit einem spannenden Handlungsbogen erzählt, wobei in den meisten Fällen Morde bzw. Entführungen oder Vergewaltigungen mit anschließendem Mord thematisiert werden.
Eine sehr markante Eigenschaft der Serie ist die Einbindung von Originalmaterial wie zum Beispiel Fotos von Opfern und Tätern oder Videos der Polizei. Eine andere markante Eigenschaft der Serie ist, dass die Fälle mit den Originalermittlern, bzw. ihnen zur Tatzeit ähnlich sehenden Schauspielern, so nachgestellt werden, dass der Eindruck entsteht, die Kameras seien von Beginn der Ermittlungen an immer dabei. Es werden in der Serie nur wenige Fälle präsentiert, die bis zum Schluss ungelöst bleiben. Bei den Fällen handelt es sich meist um Geschehen, die vor den großen Entwicklungen in der Forensik spielen, wobei der Täter oft mithilfe von Gegenständen überführt bzw. zu einem Geständnis gebracht wird, auf denen sich seine DNA-Spuren befinden, die zur Tatzeit noch nicht untersuchbar gewesen sind. Es gibt nur wenige Fälle die keine kalten Fälle sind. Manche Fälle werden auch zweimal oder mehrmals ungelöst archiviert, bevor sie gelöst werden können. Anfangs war der US-Profiler Dr. Michael Baden, später die Profilerin Dayle Hinman in mehreren Folgen zu sehen.
Bekannte Fälle, über die in der Sendung berichtet wurde
- Dean Corll (US-amerikanischer Serienmörder, auch bekannt als „The Candy Man“)
- Richard Trenton Chase (Vampirkiller bzw. Der Schlächter von Sacramento)
- Ted Bundy (US-amerikanischer Serienmörder, auch bekannt als The Campus Killer)
- Kenneth Bianchi und Angelo Buono (US-amerikanische Serienmörder, auch bekannt als Hillside Strangler)
- Bob Crane (ermordeter Schauspieler, bis heute ungeklärt)
- Al Adamson (ermordeter US-amerikanischer Horrorfilmregisseur)
- Dorothea Puente (US-amerikanische Serienmörderin, die ihre Schützlinge ermordet hat, um an deren Sozialscheine zu kommen)
- Michael Crowe (US-amerikanischer Jugendlicher, der ein Opfer unfairer Verhörmethoden der Polizei wurde.)
- Andrew Cunanan (fünffacher Serienmörder u. a. Gianni Versace)
- Jeffrey Dahmer (US-amerikanischer Serienmörder, auch bekannt als Cannibal of Milwaukee)
- Theresa Knorr (US-amerikanische Mörderin, die u. a. ihre Töchter Suesan Marlene Knorr (17) und Sheila Gail Sanders (20) gefoltert und getötet hat. Erst 10 Jahre später sagte ihre Tochter Theresa „Terry“ Knorr-Walker vor Gericht gegen sie aus.)
- Anne Marie Fahey wurde 1996 ermordet. Verurteilt wurde Thomas Capano.
- Karla Homolka (Ex-Frau von Paul Bernardo alias Ken & Barbie Killer, kanadische Serienmörder)
- Tim Masters (US-Bürger, dem man aufgrund seiner Zeichnungen den Mord an Peggy Hettrick aus dem Jahr 1987 angelastet hatte. Wurde in der Sendung noch als schuldig dargestellt, später wurde durch eine DNA-Analyse seine Unschuld festgestellt und er wurde nach 9 Jahren Haft freigelassen.)
- Richard Ramírez (US-amerikanischer Serienmörder mexikanischer Abstammung, auch bekannt als „Nightstalker“)
- Ángel Maturino Reséndiz (mexikanischer Serienmörder)
- Gary Ridgway (US-amerikanischer Serienmörder)
- O. J. Simpson (Angeklagter im Mordfall seiner Frau; freigesprochen)
- Cary Stayner (US-amerikanischer Serienmörder, bekannt als Yosemite Killer)
- Coral Eugene Watts (US-amerikanischer Serienmörder)
- Wayne Bertram Williams (erster dunkelhäutiger US-amerikanischer Serienmörder, auch bekannt als das Atlanta Monster)
- Zodiac-Morde (Mordserie in den 1960er Jahren im Raum San Francisco; Täter bis heute nicht identifiziert)
- Herbert Baumeister, Serienmörder im Homosexuellen-Milieu, dem bis zu 21 Morde angelastet werden.
- Scott Peterson, ermordete seine schwangere Frau Laci Denise Peterson
- Timothy D. Buss, ermordete den neunjährigen Christopher Meyer[2]
- Robert Aeh, ermordete seine Frau Janet
- Edmond Jay Marr tötete Elaine Graham im Jahr 1983. Erst 2005 wurde der Fall gelöst.[3]
- Mord an Madolyn Smink, ein unverdautes Stück Käse in ihrem Magen löste den Fall[4]
- Mord an der Hotelier-Familie Kumar aus Los Angeles[5]
- Calvin Parker, ermordete die Studentin Patricia Gallego (Misty Geer) in San Diego[6]
- Mord an Carly Martinez durch Jason Desnoyers und Jesse Avalos in Las Cruces[7]
- Orville Lynn Majors (US-amerikanischer Serienmörder), Krankenpfleger im Vermillion County Hospital in Clinton (Indiana)[8]
- Warren Horinek ermordete 1995 in Fort Worth seine Frau Bonnie.[9]
- Gerald und Vera Woodman aus Los Angeles: Ihre Söhne Neil und Stewart Woodman beauftragten den Mord an ihren Eltern![10]
- Robert 'Bob' Spangler, ein Serienmörder aus Littleton (Colorado)
- Miguel Bravo aus Los Angeles: Er überlebte 6 Mordanschläge seiner Frau, erst beim siebten Mal wurde er getötet.[11]
- William Richard Bradford, ein Serienmörder aus Los Angeles. Er lockte seine Opfer mit Model-Fotoaufnahmen an.[12]
- Jessy San Miguel tötete zusammen mit Jerome Green 4 Menschen in einem Taco-Bell-Restaurant
- Nelson Serrano tötete 4 Menschen in dem Industriebetrieb Erie Manufacturing Inc.
- Mord an Brandi Nichole Olivares[13]
- Joseph Kondro, ein zweifacher Kindermörder[14]
- Serienmörder Robert Rose, tötete 3 Menschen mit einem Gürtel[15]
- Professor Thomas Murray tötete seine geschiedene Frau Carmin Ross-Murray in Lawrence (Kansas) wegen Sorgerechtsstreitigkeiten.[16]
- Norman Gerald Daniels tötete die schwangere Carole Garton in Cottonwood und behauptete das im Auftrag der Geheimorganisation „The Company“ getan zu haben. Er wurde hereingelegt.[17]
- William Edward Stevens tötete seine Ex-Frau Rufina Stevens mit einer Klaviersaite.[18]
- Sonny Grotten wurde im Dezember 1983 ermordet, seine Ehefrau Norma Small war die Auftraggeberin.[19]
- Penny Parker wurde im Mai 1977 von Don Jennings ermordet. Vor seiner Festnahme, 25 Jahre später, beging er Selbstmord.[20]
- Katherine Merry Devine wurde 1973 ermordet, der Täter William Cosden Jr. wurde erst im März 2002 verurteilt.[21]
- Jeanette Cohen wurde von ihrem Ex-Freund Anthony Roy Shivers geschlagen und bewusstlos in einen Computerkarton gesperrt. Darin starb sie.[22]
- Maurice Tate tötete die 13 Jahre alte Shannon Denise Capers, weil sie von ihm schwanger wurde.[23]
- John Meier tötete Susan Marie Schaaf. Er steht auch im Verdacht seine Frau getötet zu haben.[24]
- Madeline Carmichael und ihr Sohn Gregory Carmichael töteten die kleine Tochter Latanisha.[25]
- Serienmörder Donald Arthur Piper.[26]
- Kindermörder Scott Thomas Erskine, er tötete Charlie Keever und Jonathan Sellers.[27]
- Israel Cabrera Pulido ermordete das Unternehmer-Ehepaar Sabato und Eugenia Russo, Betreiber eines ital. Restaurants in Los Angeles.[28]
- Serienmörder Alexander Wayne Watson Jr.[29]
- Regis Deon Thomas, zweifacher Polizistenmörder
- Jason Thompson, er ermordete Roberta Louise Happe.[30]
- Harry Lavon Rowley tötete 1977 Pamela Sperry in Bellflower (Kalifornien). Erst 1997 wurde der Fall gelöst.[31]
- Der Cotton Club-Mord: Lanie Jacobs (aka Karen Greenberger) beauftragte 3 Männer um Roy Radin zu töten.[32]
- Kathy Frost Larson wurde von ihrem Ehemann Dennis Larson ermordet[33]
- Ernest Gordon Strowbridge tötete die „Big Ben“-Angestellte Marie Lorraine Dupe.[34]
- Jamie Ellen Weiss wurde von ihrem Freund Billy Justin Charles ermordet.[35]
- Kinderschänder Billy Lee Mayshack, bekannt als „South Bay child molester“, wurde zu 99 Jahren Haft verurteilt.[36]
- Kindermörder John Rodney McRae[37]
- Ladon Andre Stephens, ein Serienvergewaltiger und Mörder von Melissa Bittler[38]
- Gerald Wingeart ermordete Dawn Magyar 1973 in Owosso, erst 28 Jahre später wurde der Fall im Jahr 2001 aufgeklärt.
- Clyde Carl Wilkerson ermordete im Jahr 1965 Cheryl Burnett sowie Louis Mercer und vergewaltigte seine Frau Lola Mercer. Er vergewaltigte und ermordete außerdem Geraldine Martin.[39][40]
- Die Brüder Donald “Coco” Duvall und Raymond “J.R.” Duvall ermordeten die beiden Jäger Brian Ognjan und David Tyll im Jahr 1985 und verfütterten ihre geschredderten Leichen an die Schweine! Erst 18 Jahre später (2003) wurde der Fall aufgeklärt![41]
- Richard Stitely vergewaltigte und ermordete Carol Unger in Los Angeles.[42]
- Robert Peernock ermordete seine Claire Laurence Peernock und verletzte seine damals 18-jährige Tochter Natasha Peernock Sims schwer.[43]
- Mordfall Vernon Dahmer: Er wurde von Mitgliedern des Ku Klux Klan am 10. Januar 1966 ermordet. Mitglieder des Ku Klux Klan zündeten sein Haus an, er starb an seinen schweren Brandwunden.
- Serienmörder Joseph Donald Ture Jr., er tötete die Familie Huling (Mutter Alice, ihre Töchter Susan und Patti und den Sohn Wayne) sowie Marlys Wohlenhaus und Diane Edwards.[44]
- Der Selbstmord der Zwillinge John Shirley Williams und Shirley John Williams
- Der Fall des 15 Jahre alten Lucas Bielat: Er trank auf einer Rave-Party eine zu große Menge 4-Hydroxybutansäure (GHB) in Joshua Tree (Kalifornien). Der Verantwortliche DJ Lindley Troy Geborde wurde wegen Totschlags verurteilt, da er die Droge mitbrachte und nicht vor der Gefahr warnte.[45]
- Corrie Robinson vergewaltigte und ermordete Gloria De La Cruz.[46]
- Wilbert T. Abney tötete seine Frau Mona L. Abney im Januar 1978, erst im Jahr 2005 wurde der Fall gelöst.[47]
- Diane O’Dell tötete in Sullivan County (New York) drei ihrer zwölf Kinder. Erst 19 Jahre später wurden die toten Babys gefunden und der Fall aufgeklärt[48]
- Marcello Palma ermordete in Toronto die drei Prostituierten Brenda Ludgate, Shawn Keegan und Tom (Deanna) Wilkinson.[49]
- David William Shearing ermordete im Wells Gray Provincial Park die Eheleute George und Edith Bentley, ihre Tochter Jackie Johnson und Ehemann Bob sowie deren Kinder Janet (13) und Karen (11).[50]
- Der Ex-Polizist Ronald Glenn West tötete im Mai 1970 Doreen Moorby und Helen Ferguson in Ontario. Erst 29 Jahre später konnte der Fall gelöst werden.[51]
- Clyde Carl Wilkerson vergewaltigte im Jahr 1965 Lola Mercer und tötete ihren Ehemann Louis Mercer in El Cajon. Erst im Jahr 2003 konnte der Fall gelöst werden.[52]
- Der Serienmörder Reinaldo Rivera tötete Melissa Dingess, Tiffaney S. Wilson, Sergeant Marni Glista und Tabitha Bosdell.[53]
- Christopher DiMeo tötete das Juwelierehepaar Tim und Kim Donnelly während eines Überfalles in ihrem Geschäft in Fairfield (New York). Seine Komplizin war Nicole Pearce.[54]
- Keith Latta tötete den Geschäftsmann Robert „Bob“ Neville in Edmonton im Jahr 1971.[55]
- James Kuenn ermordete die 16-jährige Carol Hutto in Largo (Florida) im Jahr 1976. Erst 24 Jahre später wurde der Fall aufgeklärt.[56]
- Der Serienmörder Morris Solomon Jr. ermordete von 1986 bis 1987 7 Prostituierte in Oak Park (Kalifornien).[57]
- Die Jugendlichen Jeffrey Dingman und Robert Dingman ermordeten ihre Eltern Eve und Vance Dingman in Rochester (New Hampshire)[58]
- Edward Kratzert beauftragte in Devil's Courthouse, North Carolina, seine Nachbarn Thomas und Luana Harrison seine Ehefrau Wendy Kratzert zu ermorden.[59]
- Robin Lee Row tötete ihren Ehemann Randy Row sowie ihre Kinder Joshua Cornellier und Tabitha Cornellier in Boise. Es ging um Geld aus einer Lebensversicherung.[60]
- Der kanadische Serienmörder John Martin Crawford tötete in Saskatoon Mary Jane Serloin, Eva Taysup, Shelley Napope, und Calinda Waterhen.[61]
- Terry Driver schlug in Abbotsford (British Columbia) die Jugendliche Misty Cockerill mit einem Baseballschläger halb tot und ermordete die Jugendliche Tanya Smith. Beide wurden außerdem vergewaltigt.[62]
- Robert Christian Hansen, ein Serienmörder aus Anchorage in Alaska.
- Gerald und Charlene Gallego, Ehepaar, bekannt als The Love Slave Killers
- John Edward Brewer ermordete Michele LaFond am 4. März 1987 in Dublin (New Hampshire) und Dina Kichler am 3. Dezember 1990 in Jacksonville (Florida). Die Fälle konnten erst im Jahr 1994 aufgeklärt werden.[63]
- Serienmörder Patrick Baxter vergewaltigte und ermordete in den Jahren 1987–1990 Michelle Walker, Patricia England und Lisa Gibbens in Westchester County. Erst im Jahr 2000 wurde er per DNA-Analyse überführt.[64]
- Serienmörder Richard Marc Edward Evonitz vergewaltigte und tötete 1996 Sofia Silva in Spotsylvania County, 1997 die Geschwister Sisters Kristin und Kati Lisk in Hanover County und entführte 2002 ein 15-jähriges Mädchen in Columbia (South Carolina). Sie konnte jedoch flüchten und Hilfe holen. Am 27. Juni 2002 wurde er in seinem Auto mit Hilfe einer Straßensperre gestoppt und er beging Selbstmord.[65]
- Jeffrey Wayne Gorton vergewaltigte und ermordete Margarette Eby 1986 in Flint (Michigan) und 1991 Nancy Ludwig in Romulus (Michigan). Erst im Jahr 2002 wurde er per DNA-Analyse überführt.[66]
- Michael Schultz vergewaltigte und ermordete 1993 Cindy Berger in Ventura (Kalifornien). Erst im Jahr 2003 wurde er per DNA-Analyse überführt. Seine Ehefrau hatte ihn an die Polizei verraten.[67]
- Raymond Sheehan vergewaltigte und ermordete 1987 in Philadelphia die 10-jährige Heather Coffin in ihrem Schlafzimmer während ihre Familie im Nachbarzimmer schlief. Erst 16 Jahre später wurde er per DNA-Analyse überführt.[68]
- Allan Legere (kanadischer Serienmörder, auch bekannt als „Monster vom Miramichi“)
- Serienmörderin Dorothea Puente betrieb in Sacramento eine Pension. Sie ermordete von 1982 bis 1988 neun ihrer Gäste wegen ihrer Sozialhilfe- und Rentenschecks und vergrub diese im Garten der Pension. Sie wurde jedoch nur wegen drei Morde schuldig gesprochen und zu lebenslanger Haft verurteilt.[69]
- Peter John Peters ist ein kanadischer Mörder und Vergewaltiger. Er ermordete und vergewaltigte in einem Amoklauf am 20. Januar 1990 Charlene Brittain. Am 22. Januar 1990 ermordete er Albert Philips und entführte + vergewaltigte Sandy Bellows-DeWolfe in London (Ontario). Etwas später bedrohte er zwei weitere Opfer mit einer Waffe, er stahl ihre Autos und überfiel eine Bank. Ende Januar 1990 wurde er gefasst. Er änderte später in Haft seinen Namen in John Cody.[70][71]
- Martin O’Connell ermordete im Juli 2000 in Clearwater (Florida) seine schwangere Frau Melissa O’Connell.[72]
- Jim Boyle vergiftete in Ardara (Irland) seine Frau Donna Boyle, eine Grundschullehrerin, mit Arsen.[73]
- William „Bill“ New erschoß in Santee seine erste Ehefrau Somsri New am 9. September 1973 und seine dritte Ehefrau Phyllis New am 15. Oktober 2004[74]
- Gary Earl Leitermann ermordete am 20. März 1969 die Studentin Jane Mixer in Ann Arbor[75]
- Eugene Ricky Pulley ermordete am 14. May 1999 eine Ehefrau Patty Jo Pulley in Ringgold[76]

Aus Deutschland
- Frank Gust (auch bekannt als Rhein-Ruhr-Ripper)
- Daniel und Manuela Ruda (auch bekannt als die Satansmörder von Witten)
- Polizistenmord von Holzminden (Episode 46)

Aus Österreich
- Jack Unterweger (österreichischer Mörder und Schriftsteller, in erster Instanz verurteilter Serienmörder)

## Spin-Offs

### Autopsie Spezial
In der Reihe Autopsie Spezial: Die letzten Stunden von ... werden anhand der Autopsie-Unterlagen die letzten Stunden und Tage im Leben verstorbener Weltstars rekonstruiert.
In diesen ca. 45-minütigen Spezialfolgen sind Michael Brennicke als Off-Kommentarsprecher und Crock Krumbiegel für den englischen forensischen Pathologen Dr. Richard Shepherd zu hören, der in den Episoden als Experte fungiert.
Auswahl
- Michael Jackson
- Whitney Houston
- Anna Nicole Smith
- Michael Hutchence
- Karen Carpenter
- Elvis Presley
- Brittany Murphy
- River Phoenix
- Robin Williams
- Marilyn Monroe

### Autopsie – Der Profiler
Im Juli 2016 sendete RTL II von 22:15 bis 23:10 Uhr das Spin-off Autopsie – Der Profiler mit Axel Petermann als Moderator. Petermann führte bei den deutschen Kriminalfällen zudem als Fallanalytiker durch die Sendung.